# Nowy Torjal
Nowy Torjal (russisch Но́вый Торъя́л; Mari У Торъял) ist eine Siedlung städtischen Typs in der Republik Mari El in Russland mit 6635 Einwohnern (Stand 14. Oktober 2010).

## Geographie

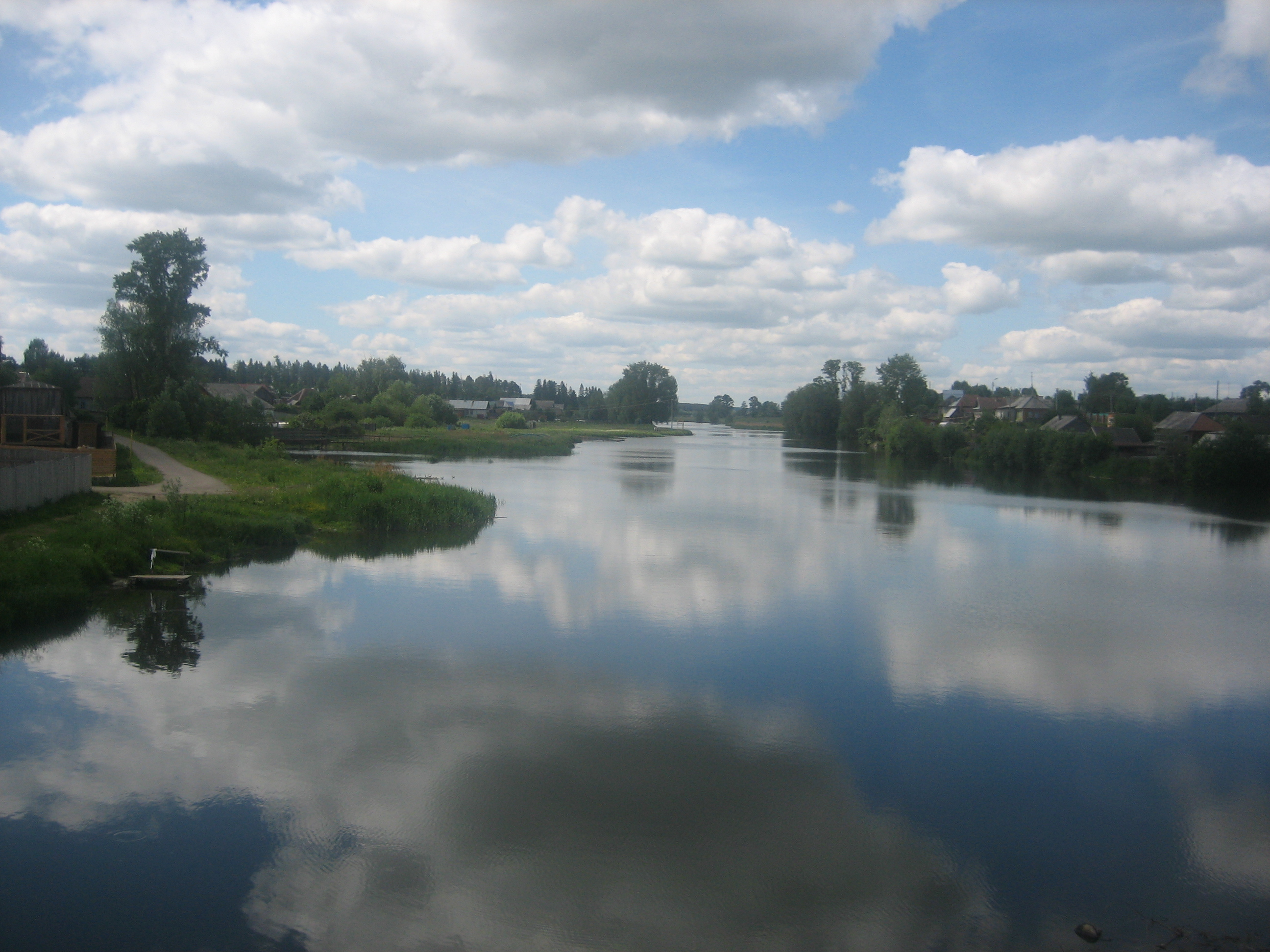
Teich am Flüsschen Schukschan in Nowy Torjal

Der Ort liegt knapp 70 km Luftlinie nordöstlich der Republikhauptstadt Joschkar-Ola. Er befindet sich am rechten Pischma-Nebenfluss Nemda, bei der Einmündung des linken Zuflusses Schukschan.
Nowy Torjal ist Verwaltungszentrum des Rajons Nowotorjalski sowie Sitz der Stadtgemeinde (gorodskoje posselenije) Nowy Torjal, zu der außerdem das Dorf Petritschata gehört.

## Geschichte
Der Ort wurde 1815 gegründet. 1920 wurde er Verwaltungssitz des Kantons Torjalski der neugegründeten Autonomen Oblast der Mari, der späteren (ab 1936) ASSR der Mari. Am 20. Juni 1932 wurde der Kanton in einen Rajon umgewandelt, ab 1935 unter der heutigen Namensform Nowotorjalski.
1972 erhielt der Ort den Status einer Siedlung städtischen Typs.

### Bevölkerungsentwicklung
| Jahr | Einwohner |
| ---- | --------- |
| 1939 | 1347      |
| 1959 | 2984      |
| 1970 | 5419      |
| 1979 | 6621      |
| 1989 | 8057      |
| 2002 | 7266      |
| 2010 | 6635      |

Anmerkung: Volkszählungsdaten

## Verkehr
Nach Nowy Torjal führt die Regionalstraße 88K-014, die etwa 20 km südlich beim Dorf Nursola von der 88K-001 Joschkar-Ola – Sernur – Urschum (ehemals R172) abzweigt. Von Nowy Torjal in östlicher Richtung nach Sernur verläuft die 88K-019, ins westlich benachbarte Rajonzentrum Orschanka die 88K-015 und nach Norden die Nemda abwärts bis zur nahen Grenze zur Oblast Kirow (dort weiter in Richtung Sowetsk) die 88K-023.
Die nächstgelegene Bahnstation befindet sich in der Republikhauptstadt Joschkar-Ola.